# 鵜澤昌和
鵜澤 昌和（うざわ まさかず、1918年（大正7年）11月24日 - 2019年（平成31年）2月4日）は、日本の経営学者。青山学院大学名誉教授。専門分野は、経営情報システム、コンピューター応用、オフィスオートメーション。
青山学院大学学長、東京家政学院大学学長、日本ファシリティマネジメント推進協会会長、日本セキュリティ・マネジメント学会会長等を歴任し、藍綬褒章、勲三等旭日中綬章を受章した。

## 人物・経歴
東京都生まれ。旧制明治中学校（現明治大学付属明治高等学校）在学中、同校校長を務めていた父鵜澤總明（明治大学総長）が通っていた富士見町教会で洗礼を受ける。1936年に明治中学を卒業し、旧制東京商科大学（現一橋大学）予科に進学。1941年、大学を繰り上げ卒業する。増地庸治郎ゼミ出身。
大倉商事を経て、1943年大日本帝国海軍主計大尉となる。終戦後、ブリヂストンタイヤを経て、青山学院大学経営学部教授に就任し、電子計算機応用を担当した。1983年～1987年第10代青山学院大学学長。1986年藍綬褒章受章、日本セキュリティ・マネジメント学会設立・初代会長。1988年日本ファシリティマネジメント協会を設立し初代会長に就任。1988年青山学院大学名誉教授の称号を受け、中央新光監査法人（のちのみすず監査法人）顧問に就任。1989年東京家政学院大学学長。1996年社団法人日本ファシリティマネジメント推進協会会長。2002年財団法人ソフトウェア情報センターソフトウェア・プロダクト・オブ・ザ・イヤー選定委員会委員長。2003年に勲三等旭日中綬章を受章。2005年に大学同期の河合斌人河合塾理事長の葬儀委員長を務めた。
2019年2月4日に死去。100歳没。墓所は青山霊園。

## 著書
- 『電子計算機入門』 (日経文庫 日本経済新聞社 1966
- 『コンピューター概論』ダイヤモンド社 1969
- 『事務機械利用の手引き』 (日経文庫)日本経済新聞社 1969
- 『身辺整理術 0分でモノを探すテクニック』日本経済新聞社 1970
- 『電子計算機入門 基礎編 (日経文庫)日本経済新聞社 1975
- 『電子計算機入門 応用編 (日経文庫)日本経済新聞社 1976
- 『コンピューター・犯罪とエラー 情報化社会の盲点』 (日経新書)日本経済新聞社 1978
- 『コンピュータの知識 基礎編』 (日経文庫)日本経済新聞社 1987
- 『コンピュータの知識 応用編』 (日経文庫)日本経済新聞社 1987
- 『鵜沢昌和写真集 往時片々 no.1 (懐古) (Bee books) 光村印刷, 1995
- 『鵜沢昌和写真集 往時片々 no.2 (異国風物) (Bee books)光村印刷, 1995
- 『ファシリティマネジメントが変える経営戦略』NTT出版 2007

### 編著
- 『経営資料集大成 Ⅱ 7 総務・事務編 事務機械化事例集』編 日本総合出版機構 1970
- 『人を使う人の情報管理学』編. 日本実業出版社 1970
- 『最新コンピュータ小辞典』編. 中央経済社 1971
- 『ファシリティマネジメント 情報化時代の戦略的空間経営』編. 日刊工業新聞社 1990

### 翻訳
- ポール・T.スミス『近代経営と電子計算機』和田禎夫共訳. 東洋経済新報社 1966
- R.N.シュミット, W.E.メイヤーズ『電子計算機とデータ処理』 (経営科学) 東洋経済新報社 1969
- R.L.シッソン, R.G.キャニング『経営のためのコンピュータ活用』ダイヤモンド社 1969
- トーマス B.グランズ 他著『マネジメント・システム 分析・設計・評価』監訳. 日本経営出版会 1970
- J.ハーグリーブス『コンピュータと明日の社会』日本経済新聞社 1970
- スタンフォード L.オプトナー『ビジネス・システムの分析と設計 第3版』監訳 産業能率短期大学出版部 1976
- ドン・B.パーカー『コンピュータ犯罪研究総論 事例および対策』監訳. 秀潤社 1984